# گاگیک سیراویان
گاگیک هنریکی سیراویان (ارمنی: Գագիկ Հենրիկի Սիրավյան؛ زادهٔ ۱۶ اکتبر ۱۹۷۰) یک نقاش اهل ارمنستان است.

## زندگی‌نامه
گاگیک سیروانیان در ایروان، ارمنستان در خانواده هنرمند مردمی ارمنستان، هنریک سیراویان به دنیا آمد. وی در سال ۱۹۸۹ از مدرسه هنری ترلمازیان ایروان و در سال ۱۹۹۵ از آکادمی دولتی هنرهای زیبای ارمنستان فارغ‌التحصیل شد. سیراویان از سال ۱۹۹۶ عضو اتحادیه هنرمندان ارمنستان می‌باشد. گاگیک سیراویان در سال ۲۰۱۳ دانشجوی هنر در بنیاد آمادئوس در بوداپست مجارستان بود.
از سال ۲۰۱۴ وی در تعدادی از نمایشگاه‌های گروهی ملی و بین‌المللی شرکت نموده‌است. نخستین نمایشگاه انفرادی وی در … در نروژ برگزار شد. آثار وی در می‌توان در مجموعه‌های خصوصی در ایالات متحده آمریکا، اتریش، نروژ، سوئیس، آلمان، اسپانیا، ایتالیا و ارمنستان پیدا کرد.

## نمایشگاه‌های انفرادی
- ۲۰۱۵
- ۲۰۱۴
- ۲۰۱۴

## نمایشگاه‌های گروهی
- ۲۰۱۵ نمایشگاه وقف شده به صدمین سالگرد نسل‌کشی ارمنی‌ها نگارخانه ملی ارمنستان
- ۲۰۱۲ نمایشگاه ملی در ۸۰مین سالگرد اتحادیه هنرمندان ارمنستان
- ۲۰۱۰
- ۲۰۰۷ نمایشگاه ملی در ۷۵مین سالگرد اتحادیه هنرمندان ارمنستان
- ۲۰۰۵ نمایشگاه هنرمندان جوان در پارلمان ارمنستان
- ۲۰۰۴ نمایشگاه/بازار هنرمندان جوان در دفتر سازمان ملل در ارمنستان
- ۲۰۰۴ نمایشگاه «Colors of Jazz» در اتحادیه هنرمندان ارمنستان
- ۲۰۰۴ در انحادیه هنرمندان ارمنستان
- ۲۰۰۳ نخستین سمپوزیوم جوانان در اتحادیه آهنگسازان ارمنستان (دیلیجان)
- ۲۰۰۳ نخستین جشنواره هنری قفقاز جنوبی (ارمنستان، جمهوری آذربایجان و گرجستان)
- ۲۰۰۳

## نگارگری کتاب
- مجموعه داستان "" به قلم داویت خاچیکیان، انتشارات تپاران، مسکو، ۲۰۱۵
- "خاطرات قره‌باغ" به قلم آشوت بگلریان، انتشارات آسوغیگ، ایروان، ۲۰۰۲